# Roger Darrigade
Roger Darrigade (Narrosse, 14 januari 1935 - aldaar, 6 november 2009) was een Franse beroepsrenner die actief was van 1956 tot 1963.

## Jongere broer
Hij behaalde als beroepsrenner drie overwinningen. Hij was de jongere broer van de meer bekende prof en sprinter André Darrigade. Ze reden trouwens enkele jaren samen in dezelfde wielerploeg.

## Resultaten in voornaamste wedstrijden
| Jaar | Parijs-Roubaix |
| ---- | -------------- |
| 1959 | 58e            |